# Daniel Manning
Daniel Manning (født 16. maj 1831 i Albany, USA, død 24. december 1887 samme sted) var en amerikansk demokratisk politiker og journalist.
Han arbejdede for tidsskriftet Atlas i Albany siden han var elleve år gammel. Atlas gik med i Argus i 1856. Manning blev i 1865 chefredaktør og i 1873 tidsskriftets ejer.
Manning var ordfører for delstaten New Yorks demokratiske parti 1881-1884. Han gjorde tjeneste som USA's finansminister under præsident Grover Cleveland 1885-1887. Han afgik fra embedet i april 1887 på grund af dårlig sundhed og døde senere samme år.
| Efterfulgte: Hugh McCulloch | USA's finansminister 1885–1887 | Efterfulgtes af: Charles S. Fairchild |